# Walter Villagra Romay

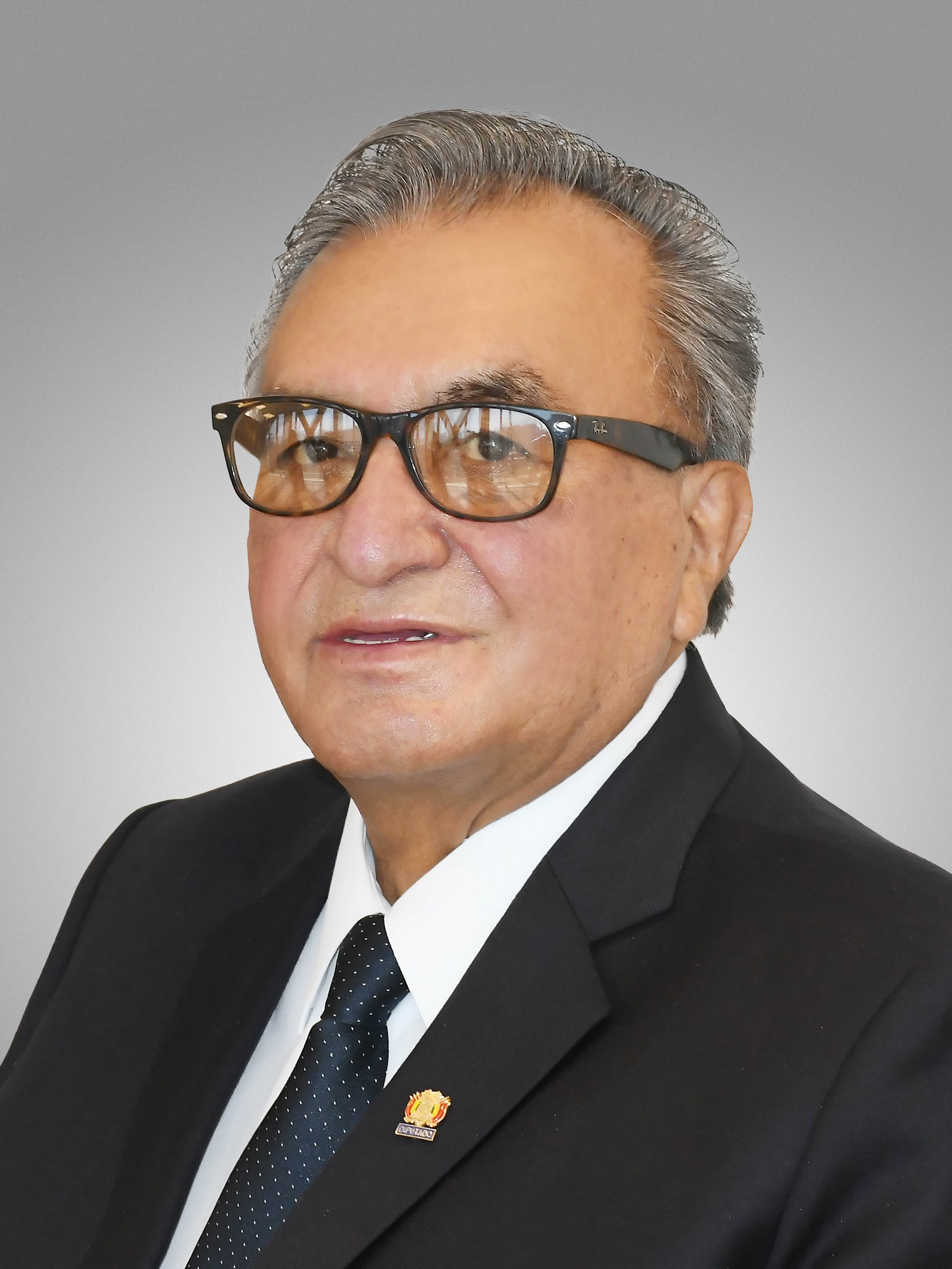
Wálter Villagra Romay (2020)

Walter Villagra Romay (* 11. Dezember 1950) ist ein bolivianischer Politiker der Frente Revolucionario de Izquierda (FRI) sowie Comunidad Ciudadana (CC), der von 1989 bis  1997 Mitglied des Abgeordnetenhauses von Bolivien war und seit 2020 wieder Mitglied des Abgeordnetenhauses ist.

## Leben
Walter Villagra Romay ist Mitglied der am 23. April 1978 von Oscar Zamora Medinaceli gegründeten ursprünglich linksnationalen, marxistisch-leninistischen, kommunistischen Frente Revolucionario de Izquierda und wurde für diese bei der Parlamentswahl 1989 zum Mitglied des Abgeordnetenhauses von Bolivien gewählt, des Unterhauses des damaligen Nationalkongresses, und gehörte diesem nach seiner Wiederwahl bei der Parlamentswahl 1993 bis zur Parlamentswahl 1997 an. Er ist Generalsekretär der nunmehr sozialdemokratisch, progressiv ausgerichteten FRI, die sich als Partei des Dritten Weges sieht und die für die Präsidentschafts- und Parlamentswahl am 18. Oktober 2020 ein Wahlbündnis mit der Comunidad Ciudadana (CC) unter dem Präsidentschaftskandidaten und früheren Präsidenten Carlos Mesa einging.
Bei der Parlamentswahl am 18. Oktober 2020 wurde Walter Villagra auf der Liste der CC im Departamento La Paz zum Mitglied des Abgeordnetenhauses gewählt, des nunmehrigen Unterhauses der Plurinationalen Legislativen Versammlung Boliviens. Seine Stellvertreterin wurde Roxana Vidales Mostajo. Derzeit ist er Mitglied des Ausschusses für Sozialpolitik sowie des Unterausschusses für soziale Sicherheit und sozialen Schutz.